# Robson Reis
Robson Alves Reis (Vitória da Conquista, 21 maggio 2000) è un calciatore brasiliano, difensore del Retrô.

## Carriera
Cresciuto nel settore giovanile del Santos, debutta in prima squadra il 28 febbraio 2021 in occasione dell'incontro del Campionato Paulista pareggiato 2-2 contro il Santo André.

## Statistiche
Statistiche aggiornate al 10 ottobre 2023.

### Presenze e reti nei club
| Stagione        | Squadra         | Campionato      | Campionato | Campionato | Coppe nazionali | Coppe nazionali | Coppe nazionali | Coppe continentali | Coppe continentali | Coppe continentali | Altre coppe | Altre coppe | Altre coppe | Totale | Totale | Totale |
| Stagione        | Squadra         | Comp            | Pres       | Reti       | Comp            | Pres            | Reti            | Comp               | Pres               | Reti               | Comp        | Pres        | Reti        | Pres   | Reti   |        |
| --------------- | --------------- | --------------- | ---------- | ---------- | --------------- | --------------- | --------------- | ------------------ | ------------------ | ------------------ | ----------- | ----------- | ----------- | ------ | ------ | ------ |
| 2021            | Santos B        |                 | -          | -          |                 | -               | -               |                    | -                  | -                  | CP          | 1           | 0           | 1      | 0      |        |
| 2021            | Santos          | A1/SP+A         | 3+8        | 0          | CB              | 1               | 0               | CL+CS              | 0                  | 0                  |             | -           | -           | 12     | 0      |        |
| 2022            | Santos          | A1/SP+A         | 0          | 0          | CB              | 0               | 0               | CS                 | 0                  | 0                  |             | -           | -           | 0      | 0      |        |
| 2022-2023       | Boavista        | PL              | 6          | 0          | CP+CdL          | 1+1             | 0               |                    | -                  | -                  |             | -           | -           | 8      | 0      |        |
| 2023-2024       | Paços Ferreira  | SL              | 0          | 0          | CP+CdL          | 0               | 0               |                    | -                  | -                  |             | -           | -           | 0      | 0      |        |
| Totale carriera | Totale carriera | Totale carriera | 17         | 0          |                 | 3               | 0               |                    | 0                  | 0                  |             | 1           | 0           | 21     | 0      |        |